# 高杉 (弘前市)
高杉（たかすぎ）は、青森県弘前市の地名。郵便番号は036-8302。

## 地理
青森県道31号弘前鯵ケ沢線・青森県道35号五所川原岩木線が当地を通り、北は鬼沢・楢木・糠坪、東は大川、南は前坂・中別所、西は百沢に接する。

### 小字
小字として阿部野・岡田・尾上山 ・神原・小幡・五反田・長谷野・牧野・山下がある。

## 沿革
- 1889年（明治22年） - 高杉村の大字。
- 1891年（明治24年） - 当時の記録では人口1123、戸数174、厩97であった。
- 1955年（昭和30年） - 弘前市に編入、弘前市の大字になる。

## 世帯数と人口
2017年（平成29年）6月1日現在の世帯数と人口は以下の通りである。
| 大字             | 世帯数  | 人口    |
| ---------------- | ------- | ------- |
| 高杉（小字全域） | 772世帯 | 1,856人 |

## 施設

### 教育
- 育英会高杉保育園
- 弘前市立高杉小学校
- 弘前市立北辰中学校

### 商業
- スーパー佐藤長高杉店

### 福祉
- 有料老人ホームひばり
- サンアップルヘルパーセンター
- 精神障がい者福祉ホームこまどり

### 農協
- 高杉りんごセンター
- 津軽りんご加工センター

### 警察
- 弘前警察署高杉警察官駐在所

### 通信
- NTT高杉電話交換局

### 公共
- 高杉郵便局
- 四ツ谷集会所
- 弘前市西部児童センター

## 小・中学校の学区
市立小・中学校に通う場合、学区は以下の通りとなる。
| 大字 | 番地 | 小学校             | 中学校             |
| ---- | ---- | ------------------ | ------------------ |
| 高杉 | 全域 | 弘前市立高杉小学校 | 弘前市立北辰中学校 |

## 交通
- 弘南バス
  - 高杉南口、高杉、下高杉、天崎入口、住吉、上高杉、四ツ谷（弘前バスターミナル - 堂ヶ沢・十腰内線）停留所。
  - 向野（弘前バスターミナル - 船沢・船沢 - 聖愛高校線）停留所。